# Nova Redenção
Nova Redenção là một đô thị thuộc bang Bahia, Brasil. Đô thị này có diện tích 510,918 km², dân số năm 2007 là 7409 người, mật độ 14,5 người/km².